# Pileporten

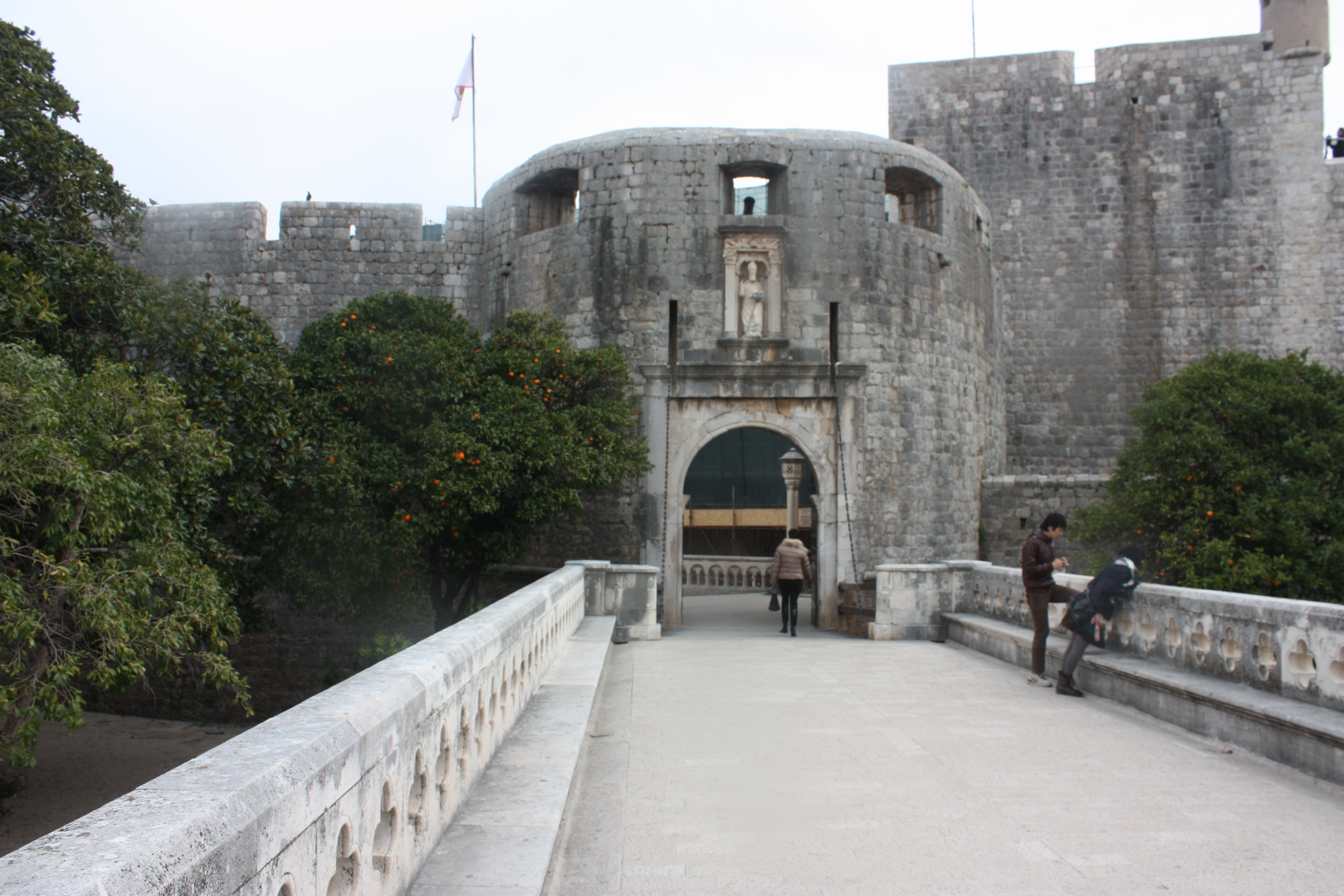
Pileportens yttre del år 2012.

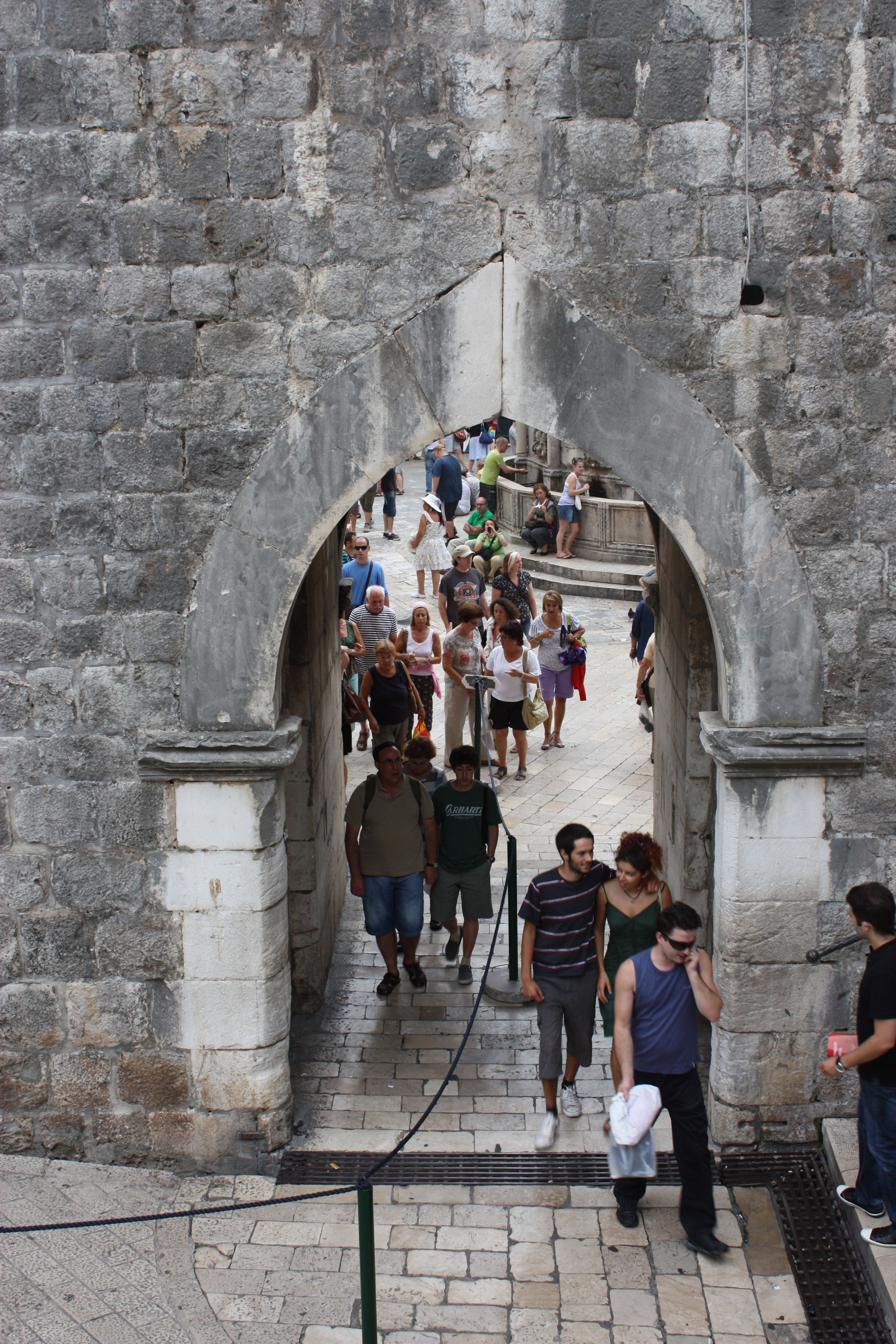
Den inre porten år 2011.

Pileporten (kroatiska: Vrata od Pila) är en stadsport i Dubrovnik i Kroatien. Stadsporten är belägen i den västra delen av Gamla stan och består av en inre och en yttre port som tillsammans bildar en halvcirkulär enhet. Den inre delen är från år 1460 och den yttre delen uppfördes år 1537. Pileporten är den största porten som leder till den befästa stadskärnan. Under flera århundraden var stadsporten den främsta ingången till det gamla Dubrovnik. Dess namn Pile, tillika namnet på stadsdelen utanför porten, härrör från gammalgrekiskans polai med betydelsen "port". Idag är porten en av Dubrovniks sevärdheter och turistattraktioner.

## Historik och beskrivning
Pileporten är belägen på platsen för det tidigare Piletornet eller Pilefästningen (Tvrđava od Pila). Belägg för detta torns/fästnings exsistens finns från år 972. Piletornet revs år 1818 men delar av det är bevarade mellan den yttre och inre porten. 
Den yttre porten byggdes år 1537 i renässansensstil. I en nisch ovanför porten finns en skulptur föreställande Dubrovniks skyddshelgon sankt Blasius. Under skulpturen finns tre mindre skulpturer föreställande huvudena av två kvinnor och en man. Kring denna avbildning finns en legend som talar om en franciskanmunk som förförde två nunnor från det närliggande Sankta Klaras kloster. En valvbro i sten uppförd år 1471 enligt ritningar av Paskoje Miličević leder över en vallgrav, numera en trädgård, fram till porten. 
Den inre porten som leder genom ringmuren uppfördes år 1460 och har formen av en gotisk båge. Belägg för en äldre port på platsen för den inre delen av dagens Pileport finns från 1200-talet. Skulpturen ovanför spetsbågen föreställande sankt Blasius är ett verk av Ivan Meštrović. Den inre porten leder genom stadsmuren till Pasko Miličevićs torg och Stradun i Gamla stan.   
Under medeltiden låstes porten nattetid och nycklarna förvarades då i Rektorspalatset. 